# Eshtebak
Eshtebak é um filme de drama egípcio de 2016 dirigido e escrito por Mohamed Diab. Foi selecionado como representante de seu país ao Oscar de melhor filme estrangeiro em 2017.

## Elenco
- Nelly Karim
- Hany Adel
- Mohammed Alaa
- Khaled Kamal
- Ali Altayeb
- Mai Elghety
- Hosni Sheta
- Ahmed Malik
- Mohamed Gamal Kalbaz
- Ashraf Hamdi